# Antaplaga atrolinea
Antaplaga atrolinea là một loài bướm đêm trong họ Noctuidae.